# The Reason of Your Conviction
Pour les articles homonymes, voir The Reason.
Albums de Hangar
Inside Your Soul
(2001) Infallible
(2009)
The Reason of Your Conviction est le troisième album du groupe brésilien de heavy metal Hangar.

## Liste des morceaux
1. "Just The Beginning" – 01:46
2. "The Reason of Your Conviction" – 05:10
3. "Hastiness" – 04:12
4. "Call Me in the Name Of Death" – 04:48
5. "Forgive the Pain" – 04:51
6. "Captivity (A House With a Thousand Rooms)" – 03:46
7. "Forgotten Pictures" – 05:19
8. "Everlasting is the Salvation" – 04:19
9. "One More Chance" – 05:01
10. "When the Darkness Takes You" – 04:21

## Formation
- Nando Fernandes (chant)
- Eduardo Martinez (guitare)
- Fabio Laguna (claviers)
- Nando Mello (basse)
- Aquiles Priester (batterie)